# Cyclosorus contractus
Cyclosorus contractus är en kärrbräkenväxtart som beskrevs av Ren-Chang Ching och Shing. Cyclosorus contractus ingår i släktet Cyclosorus och familjen Thelypteridaceae. Inga underarter finns listade.